# Evangelische Kirche Traisa

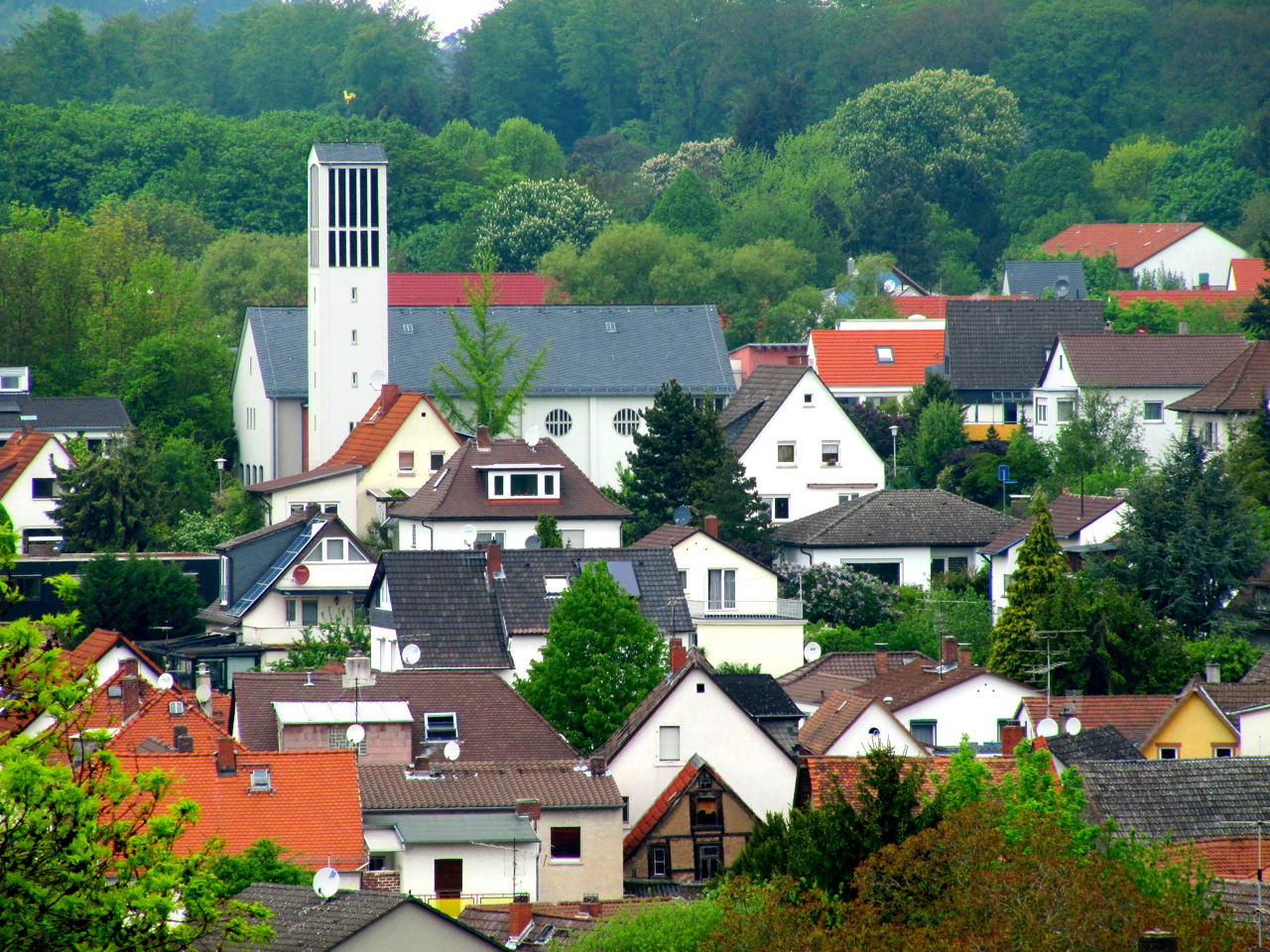
Evangelische Kirche in Traisa

Die evangelische Kirche Traisa ist eine Kirche in Traisa in der südhessischen Odenwaldgemeinde Mühltal.

## Architektur und Geschichte
Vor dem Bau der Kirche Traisa wurde der Gottesdienst in Räumlichkeiten der Kommune abgehalten. Eine Bürgerinitiative sammelte Spenden für den Bau. Nach dem Erwerb des Bauplatzes 1936 und dem Einreichen des Bauantrages beim Bauamt des Landkreises Darmstadt im März 1956 erfolgte der erste Spatenstich am 5. August 1956, dem die Grundsteinlegung am 26. August 1956 folgte.  Die Kirche wurde am 1. Dezember 1957 eingeweiht.

## Altarbild

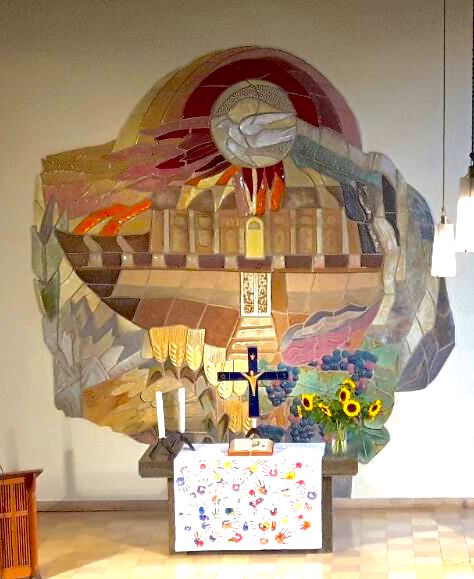
Altarbild der Evangelischen Kirche Traisa

Das Keramikbild hinter dem Altar mit Arche Noah und Taube schufen Heinz und Lies Ebinger aus Bad Ems im Jahr 1983.